# روبن دت
روبن دت (بالألمانية: Robin Dutt)‏ هو لاعب كرة قدم ومدرب كرة قدم ألماني، ولد في 24 يناير 1965 في كولونيا في ألمانيا. لعب مع SKV Rutesheim ‏.

## وصلات خارجية
- روبن دت على موقع قاعدة بيانات كرة القدم.إي يو (الإنجليزية)
- روبن دت على موقع بيانات كرة القدم. دي إي (الألمانية)
- روبن دت على موقع عالم كرة القدم.نت (الإنجليزية)